# Рјота Цузуки
Рјота Цузуки (јап. 都築 龍太; 18. април 1978) бивши је јапански фудбалер.

## Каријера
Током каријере је играо за Гамба Осака, Урава Ред Дајмондс и Шонан Белмаре.

## Репрезентација
За репрезентацију Јапана дебитовао је 2001. године. За тај тим је одиграо 6 утакмица.

## Статистика
| Јапан  | Јапан   | Јапан  |
| Година | Наступи | Голови |
| ------ | ------- | ------ |
| 2001.  | 2       | 0      |
| 2002.  | 0       | 0      |
| 2003.  | 0       | 0      |
| 2004.  | 1       | 0      |
| 2005.  | 0       | 0      |
| 2006.  | 0       | 0      |
| 2007.  | 0       | 0      |
| 2008.  | 0       | 0      |
| 2009.  | 3       | 0      |
| Укупно | 6       | 0      |